# Везикоуретерни рефлукс
Везикоуретерни рефлукс (ВУР) је поремећај у ретроградном току мокраће из мокраћне бешике према бубрезима. Настаје услед анатомске и/или функционалне слабости везикоуретерног споја. Примарни облик везикоуретерног рефлукса најчешће се јавља код деце као пролазан феномен у најранијем детињству. Породични облик везикоуретерног рефлуксаје у две трећине случајева је асимптоматски, и редак предиктор реналног оштећења и хипертензије ако није удружен са дисплазијом бубрега и дисфункцијом мокраћне бешике.

## Називи
Првобитни назив ове аномалије, који је био „атрофични пијелонефритис“, заменио је Бејли 1973. године, термином „рефлуксна нефропатија“, који је требало да означи главну улогу везикоуретерног рефлукса у настанку и развоју хроничног интерстицијумског оштећења бубрега.

## Историја
Уназад пола века познато је да везикоуретерни рефлукс може да изазове оштећење бубрега. Ово стање први је описа Хач (Hutch) 1952. године код особа са параплегијом и секундарним везикоуретерним рефлуксом. Прво научно објашњење након спроведених истраживања дали су Ходсон (Hodson) и Едвардс (Edwards) 1960. године.

## Епидемиологија
Учесталост везикоуретерног рефлукса код здраве деце, на основу петнаест студија спроведених на узорку од 10 до 722 деце различитог узраста, због коришћења различите методологије, онемогућава потпуно поуздану процену и компарацију њихових резултата. У овим студијама преваленција везикоуретерног рефлукса се кретала до 30%, што је значајно више у односу на ранији податак од 1%.
У великој студији која је спроведена у Немачкој 1967. године, Колерман и Лудвиг су показали присуство везикоуретерног рефлукса код 28,2% (20,5-37,8%) деце која нису имала уринарну инфекцију. 
Слични су налази финске групе аутора који су ретроспективно анализирали налазе микционе цистографија од 406 деце разврстане на основу уринарних показатеља за уринарну инфекцију у три групе:
- децу која су сигурно имала уринарну инфекцију,
- децу код које је мокраћна инфекција била вероватна,
- децу која нису имала уринарну инфекцију.

Везикоуретерног рефлукса је био слично заступљен у све три групе (36%, 28% и 36%).
Врло је извесно да везикоуретерни рефлукс у најранијем детињству има асимптоматски карактер не код 1%, како се раније сматрало, него највероватније код око 10-30% деце. Везикоуретерни рефлукс се налази код 3-19% деце са пренаталним ултразвучним налазом хидронефрозе, и код 25-40% деце која имају уринарне инфекције.
Чест је пратилац поремећаја мокрења и опстипације, нарочито код девојчица, када је његово излечење везано за поправку функције мокраћне бешике.

## Етиологија
Везикоуретерни рефлукс спада у развојне аномалије јер доводи до недовољне дужине интравезикалног субмукозног дела уретера. Растом детета повећава се и дужина интравезикалног дела уретера, што доприноси да се он код 75% деце губи до десете године живота.

## Синдромски везикоуретерни рефлукс
Код ових синдрома поред класичног облика везикоуретерног рефлукса присутне су и друге малформације бубрега и уринарног тракта, што чини овај синдром комплекснијим у односу на расположиву терапију.
На доњој табели приказани су најчешћи синдроми, који нису последица хромозомских абнормалности, а код којих се као један од симптома јавља везикоуретерни рефлукс:
| Синдроми код којих је присутан везикоуретерни рефлукс | Синдроми код којих је присутан везикоуретерни рефлукс | Синдроми код којих је присутан везикоуретерни рефлукс                         | Синдроми код којих је присутан везикоуретерни рефлукс                                                | Синдроми код којих је присутан везикоуретерни рефлукс | Синдроми код којих је присутан везикоуретерни рефлукс |
| Синдром                                               | Наслеђивање                                           | Ренални фенотип                                                               | Еxтрареналне абнормалности                                                                           | Ген                                                   | Локација                                              |
| ----------------------------------------------------- | ----------------------------------------------------- | ----------------------------------------------------------------------------- | --- | ----------------------------------------------------- | ----------------------------------------------------- |
| „Renal coloboma“ синдром                              | АД                                                    | ВУР, хипоплазија, дисплазија, агенезија                                       | Колобом оптичког нерва, сензоринеурална глувоћа или наглувост                                        | PAX2                                                  | 10q24.31                                              |
| Бранхио-оторенални синдром                            | АД                                                    | ВУР, агенезија или дисплазија, дупли систем.                                  | Заостаци бранхијалног лука, преаурикуларни апендикси или синуси, микротија, наглувост                | EYA1, SIX1, SIX5                                      | 8q13.3 14q23.1 19q13.32                               |
| Хипопаратироидизам, наглувост, дисплазија бубрега     | АД                                                    | ВУР, хипоплазија, аплазија                                                    | Хипопаратиреоидизам, наглувост                                                                       | GATA3                                                 | 10п14                                                 |
| Калман синдром                                        | АД, АР, XВ                                            | ВУР, дупли систем, агенезија                                                  | Аносмија, расцеп усница и/или непца, хипогонадотропни хипогонадизам                                  | KAL1-6                                                | Мултипла                                              |
| „Hand–foot–genital syndrome“                          | АД                                                    | ВУР, ектопична уретерна ушћа, хипоспадија, еписпадија                         | Малформације екстремитета                                                                            | HOXA13                                                | 7п15.2                                                |
| Tаунс-Брокс синдром                                   | АД                                                    | ВУР, агенезија, дисплазија, дупли систем, уретерални и уретeрни дивертикулуми | Трифалангеални палац, имперфориран анус, наглувост, кардиопатија, ментална ретардација               | SALL1                                                 | 16q12.1                                               |
| Урофацијални синдром                                  | АР                                                    | ВУР, дисфункционално мокрење                                                  | Абнормалност фацијалне ескпресије                                                                    | HPSE2, LRIG2                                          | 10q24.2, 1п13                                         |
| де Ланге синдром                                      | АД, XВ                                                | ВУР, крипторхизам, хипопластичне гениталије                                   | Малформација екстремитета, посебне црте лица, низак раст, хирзутизам, ГЕР, наглувост, птоза, миопија | NIPBL                                                 | 5п13.2                                                |
| „FGFR-related craniosynostosis syndromes“             | ДА                                                    | ВУР, хидроуретер, солитарни бубрег                                            | Краниофацијална малформација, дефект естремитета                                                     | FGFR2                                                 | 10q26.12–q26.13                                       |
| Епштајн синдром                                       | АД                                                    | ВУР                                                                           | Тромбоцитопатија, наглувост, катаракта                                                               | MYH9                                                  | 22q12.3                                               |
| Барде–Бидл синдром                                    | АР                                                    | ВУР, цисте, дисплазија, дуплекс, хидроуретеронефроза, нефритис, склероза      | Гојазност, полисиндактилија, развојни поремећаји, ретинопатија, хипогонадизам, кардиопатија          | BBS1-16                                               | Мултипла                                              |

Тумачење акронима: АД — аутозомно доминантно, АР — аутозомно рецесивно. XВ — X везано, ВУР — везикоуретерни рефлукс, ГЕР — гастроезофагусни рефлукс.

## Патогенеза
У физиолошким стањима, компресија интрамуралног дела уретера мишићима мокраћне бешике за време мокрења делује као једносмерна валвула (вентил) која спречава рефлукс мокраће. Ефикасност овог валвуларног механизма зависи од координисане акције неколико фактора:
- довољну дужину субмукозног уретера,
- ширину отвора уретера,
- мишиће тригонума мокраћне бешике и уретера
- координисану перисталтику уретера.[5]

Према механизму настанка везикоуретерни рефлукс се дели на примарни и секундарни, а према тежини поремећаја на пет степени: I и II недилатациони степен и III-V дилатациони степени.

### Примарни ВУР
Најчешћа форма везикоуретерни рефлукса је примарни облик, који је увек урођени, јер настаје услед поремећеног везикоуретерног споја током органогенезе. Постоји значајна генетичка предиспозиција за настанак примарног везикоуретерног рефлукса. Већина испитивања указују на доминантно наслеђе везано за хромозом 1, али се налази и рецесивно и наслеђивање везано за X хромозом.
Код деце са примарним везикоуретерним рефлуксом постоји некомпетентност антирефлуксног механизма насталог услед кратког интравезикалног сегмента уретера.
Код нормалних анатоскогоблика, уретер се под косим углом улива у мокраћну бешику и однос између дужине интравезикалног дела уретера према дијаметру отвора уретера износи ≥ 5:1.
Код болесника са везикоуретерним рефлуксом овај тунел је кратак, са односом између дужине интравезикалног дела уретера и дијаметра његовог отвора који је < 3:1.
Примарни везикоуретерни рефлукс је чешће нижег степена и чешћи је код дечака.

### Секундарни ВУР
Висок интравезикални притисак који настаје као последица анатомске (валвула задње уретре), функционалне (дисфункционално мокрење) или неурогено условљене (неурогена мокраћна бешика) препреке истицању урина из мокраћне бешике, односно уретре, главни је узрок за настанак секундарног везикоуретерног рефлукса. Висок интравезикални притисак условљава непотпуно затварње уретеровезикалног споја током контракције мокраћне бешике приликом мокрења.
Секундарни везикоуретерни рефлукс може бити конгенитални, или настаје у каснијем постнаталном периоду. Конгениталне аномалије, попут парауретерног дивертикулума мокраћне бешике, или комплетне дупликације уретера, доприносе настанку секунардног везикоуретерног рефлукса.

### Подела ВУР према тежини
Према налазу на микционој цистографији, која је класичан је начин да се прикаже вазикоуретерални рефлукс, он се дели на пет степени — први, који је најлакши, и означава присуство ретроградног тока контраста у доњу трећини уретре, и пети стадијум који је најтежи, и приказује се у форми веома дилатираних уретера, пијелона и каликса.
У случају обостраног вазикоуретералног рефлукса степеновање се врши за сваки уретер посебно и класификује према тежем налазу. Док се унутарбубрежни вазикоуретерални рефлукс региструје посебно.
| Степеновање везикоуретерног рефлукса према налазу микционе уретроцистографије | Степеновање везикоуретерног рефлукса према налазу микционе уретроцистографије | Степеновање везикоуретерног рефлукса према налазу микционе уретроцистографије                                     | Степеновање везикоуретерног рефлукса према налазу микционе уретроцистографије                                             | Степеновање везикоуретерног рефлукса према налазу микционе уретроцистографије                                                    |
| I степен                                                                      | II степен                                                                     | III степен | IV степен | V степен |
| ----------------------------------------------------------------------------- | ----------------------------------------------------------------------------- | --- | --- | --- |
| Контраст испуњава само доњу трећину уретера                                   | Контраст испуњава уретер и пијелон али нема дилатације                        | Постоји блага или умерена извијуганост и дилатација уретера. Умерена дилатација пијелона. Лака затупљеност чашица | Јаче изражена дилатација уретера, пијелона и чашица. Заравњеност форникса. Папиларне импресије у већини чашица су очуване | Дилатација уретера, пијелона и чашица великог степена. Извијуганост уретера великог степена. Папиларне импресије више не постоје |

## Клиничка слика
Клиничка слика код већине браће и сестара деце са везикоуретерним рефлуксом је без симптома, а у мање од трећине слућајева карактерише се уринарном инфекцијом.
Дуготрајна праћења, болесника са везикоуретерним рефлуксом показала је да је он слаб предиктор бубрежног оштећења и хипертензије.

## Дијагноза
ДМСА – динамска сцинтиграфија бубрега
Након што је једна велика америчка студија, нашла високу стопу лажно негативних резултата (у којој је међу 74% нормалних ултразвучних налаза, било чак 28% везикоуретерних рефлукса трећег и већег степена), ДМСА сцинтиграфија је постала најсензитивнији модалитет за визуализацију ожиљака и одређивање диференцијалне реналне функције. Међутим, сензитивност ДМСА у индиректној дијагностици везикоуретерног рефлукса је мања од 50%. Генерално, висока лажно негативна стопа не мора бити важна зато што је нормалан налаз на ДМСА најчешће удружен са ниским степенима везикоуретерног рефлукса и са високом стопом спонтане резолуције. Зато неки аутори предлажу ДМСА као прву методу испитивања.
Микциона цистоуретрографија
Микциона цистоуретрографија (акроним МЦУГ), иако инвазивна, остаје златни стандард у дијагностици везикоуретерног рефлукса. Она омогућава степеновање везикоуретерног рефлукса, што је важно за прогнозу и планирање третмана. Осим тога, визуализује се мушка уретра, изглед бешике, парахијатални дивертикулуми, конфигурација уретера и др. Улога МЦУГ у надгледању деце са везикоуретерним рефлуксом оправдана је само ако ће утицати на лечење. Ако дете нема инфекције и нема УЗ погоршање, нема индикација за МЦУГ, као ни после реимплантације уретера или стинг процедуре, ако је дете без ИУТ.
Индиректна радионуклидна МЦУГ
Индиректна радионуклидна МЦУГ помоћу MAG3 је мање инвазивна, јер не захтева катетер и мање је зрачење него код МЦУГ, али није погодна за децу која не контролишу мокрење, као што су одојчад и мала деца, која су склонија ожиљавању. Главна улога је у надгледању старије деце.
Микциона уросонографија
Микциона уросонографија са интравезикалним давањем ултразвучног контраста се углавном користи за примарне рефлуксе код девојчица и у току надгледања.
Уродинамски тестови
У случајевима са инконтиненцијом или резидуалним урином индиковано је уродинамско испитивање, да би се откриле функционалне абнормалности доњег уротракта.
Допунска испитивања
Уколико постоји сумња да је реч о компликованој инфекцији уринарног тракта – праћеној сепсом, везикоуретерним рефлуксом или неком другом урођеном аномалијом (опструктивне аномалије, полицистични бубрези, неурогена бешика...), треба наставити инвазивнију рендген дијагностику, евентуално и ендоскопско испитивање уринотракта, радиоизотопску дијагностику и биопсију.

## Терапија
Терапија везикоуретерни рефлукса је различита у зависности oд степена поремећаја. Код свих болесника код којих је ВУР удружен са дисфункционалним мокрењем (које је често код девојчица), одговарајућом терапијом треба кориговати овај поремећај.
Према препорукама Америчког удружења уролога, деца која немају ожиљне промене на бубрезима примарно се лече конзервативним методима, осим деце код које је забележен рефлукс петог степена. Успех реконструктивне хирургије данас се креће од 90 до 95%. Ако је то потребно, код тежих облика везикоуретерног рефлукса, неопходно је лечити и хронично обољење бубрега.
Медикаментна терапија
Рефлукс првог, другог и трећег степена и било који степен рефлукса код мушког одојчета лечи се антибактеријском профилаксом, која има та циљ да спречи уринарну инфекцију све до спонтаног повлачења рефлукса.  Медикаментна терапија се потом наставља:
- пажљивим праћењем рада бубрега,[34]
- понављањем културе урина[35]
- годишњим ултразвуком бубрега[36]
- контролом крвног притиска као једним од најважнији начин за успоравање оштећења бубрега. У случају високог крвног притиска лекар може да пропише лекове за његову контролу (нпр АЦЕ инхибиторе и блокаторе рецептора ангиотензина (АРБ)).[37][38][39]

Хируршка терапија
Хируршко лечење се обично користи само код деце која нису реаговала на конзервативну медицинску терапију, јер хируршка интервенција може зауставити рефлуксну нефропатију у неким случајевима. Зато се код тeжег рефлукса мокраће може примењује реконструктивна операција, која може смањити број и озбиљност инфекција мокраћних путева.
Примарна индикација, за лечење примарног везикоуретерног рефлукса петог степена је хируршки или ендоскопски приступ (инстилација пасте) јер се уринарне инфекције не могу контролисати профилаксом („пробијање” профилаксе, родитељи који не сарађују и сл.).
Одржавање рефлукса четвртог степена код деце старије од три године је неповољан знак за спонтано повлачење, па се обично препоручује радикално решавање рефлукса уколико континуирана медикаментна терапија не доведе до његовог повлачења у наредне две године.

## Последице
Према неким истраживањима само 6,6% од 226 деце која су имала везикоуретерни рефлукс и мокраћну инфекцију развило је хипертензију у току праћења од 10 до 41. годину.